# Guido Jacobacci
Guido Amadeo Jacobacci (Módena, Reino de Italia; 1 de noviembre de 1864 - Andalgalá, Argentina; 10 de julio de 1922) fue un ingeniero civil italiano radicado en Argentina. En su Italia natal cursó sus estudios secundarios en el Regio Liceo Melchiorre Gioja, y se graduó de Ingeniero civil en la Escuela Politécnica del Valentino, de Turín, el 5 de mayo de 1886. Fue allí en el norte de Italia donde comenzó a trabajar en los ferrocarriles, su espíritu inquieto, su inteligencia, honestidad y nobleza lo guiaron durante toda su corta vida.
En Argentina estudió, proyectó, llevó a cabo y publicó todo lo relacionado con las Vías de comunicación. Las inclemencias del clima Patagónico, que con el paso del tiempo minaron su salud, lograron debilitarlo y falleció en Andalgalá, Catamarca, el 10 de julio de 1922.
El 26 de enero de 1925, por expreso pedido de los pobladores de la zona de la estación del Kilómetro 448 del ferrocarril de San Antonio Oeste al Lago Nahuel Huapi, se la designó con el nombre de Ingeniero Jacobacci, se rendía así un justo homenaje a la memoria del exdirector de los Ferrocarriles Patagónicos.

## Trayectoria

### Infancia y juventud
Nacido en la ciudad italiana de Módena, Guido Jacobacci realizó sus estudios superiores en la Escuela Politécnica del Valentino de Turín. Se graduó de Ingeniero Civil en 1886 y comenzó a trabajar con los ferrocarriles en el norte de su país, y su amistad con el ingeniero toscano Giovanni Pelleschi (Follonica, 1845) lo llevó a trasladarse a la Argentina.

### Llegada a la Argentina
En 1889 emigró a la Argentina, donde revalidó inmediatamente su título de Ingeniero Civil, reconocido oficialmente en 1891. La empresa Church, Pelleschi y Mackinlay estaba construyendo la línea férrea que uniría el pueblo de Villa María, Córdoba con el puerto de Bahía Blanca, Buenos Aires. Fue contratado para trabajar bajo la dirección del Ingeniero Giovanni Pelleschi (Follonica, 1845) su amigo y más tarde su suegro al casarse Jacobacci en 1893 con su hija Cesira, (ver La Cesira, Córdoba).

### Estudios y Proyectos
Desde octubre de 1894 trabajó como jefe en el departamento de ingenieros del Ministerio de Obras Públicas de la Nación estudiando los tendidos del ferrocarril de Patquía a Chilecito en La Rioja, dos años más tarde se dedicó a los tendidos de Villa de Soto a Villa Dolores en Córdoba y los de Deán Funes a Rosario en Santa Fe.
Como Jefe de la Oficina de Estudios y Proyectos de la Dirección General de Vías de Comunicación, construyó las vías del puerto de la Capital Federal y proyectó las vías subterráneas de la Ciudad de Buenos Aires siendo el primer trabajo de este orden en la Argentina.
Después de un viaje de estudio a Europa en 1906, el Ministerio de Obras Públicas de la Nación editó en 1908 su trabajo informando sobre los puertos de Hamburgo, Amberes y varios otros de Europa, que resultó de gran utilidad para el desarrollo del Puerto de Buenos Aires y por el que le fue conferida una medalla de oro en 1911.

### Construcción de los Ferrocarriles Patagónicos
El 5 de octubre de 1908 el ministro de Obras Públicas Ezequiel Ramos Mexía, lo nombró Director General de los Ferrocarriles Patagónicos, ejerciendo simultáneamente la dirección de tres obras: San Antonio Oeste al Lago Nahuel Huapi, Comodoro Rivadavia al Lago Buenos Aires y desde Puerto Deseado al Lago Nahuel Huapi. Y en noviembre de ese mismo año, Jacobacci ya estaba instalado con su familia en el pequeño poblado de San Antonio Oeste, en casas de madera y chapa importadas de Inglaterra, dando comienzo inmediatamente a la construcción de la línea al Lago Nahuel Huapi. A pesar de las tremendas dificultades encontradas, lograron completar a fines de 1909, unos 110 km. hasta Colonia Valcheta, solucionando el acuciante problema del agua dulce, que hasta entonces era llevada por vía marítima o guardada en aljibes y que pudo ser, de ahí en más, tomada del arroyo Valcheta y transportada a San Antonio Oeste en vagones tanque.
El 19 de marzo de 1910 fueron inaugurados los primeros 112 km. por el presidente José Figueroa Alcorta e importantes autoridades. Durante ese año se avanzó hasta el km. 229.
El 19 de marzo de 1911 el nuevo presidente Dr. Roque Sáenz Peña con sus ministros de Obras Públicas y de Marina visitaron la obra e inauguraron el servicio provisional hasta Corral Chico en el km. 218 y se siguió avanzando hasta Aguada de Guerra, km. 341, pese a una reducción de fondos. Durante 1912 y 1913 hubo otra reducción votada por el Congreso y sólo se avanzó 42 km. hasta el arroyo Maquinchao. El Poder Ejecutivo Nacional dispuso detener la construcción de los Ferrocarriles Patagónicos y poner en explotación la línea hasta la estación del km. 392, 4 km. más adelante de la estancia Maquinchao. Varios meses llevó la construcción del puente sobre el arroyo del mismo nombre y con los materiales almacenados se pudo seguir hasta el km. 427.
Como corolario de todo esto, también participó en un proyecto para la Exposición internacional de Ferrocarriles y Transportes realizada durante los meses de mayo a noviembre de 1910, con motivo del Centenario de la Revolución de Mayo, por lo cual a principios de 1911, su majestad el Rey de Italia, Víctor Manuel III, lo nombró "Caballero de la Orden de la Corona de Italia".

### Renuncia
Jacobacci viajó a Buenos Aires el 7 de noviembre de 1913 para tener una larga conferencia con el ministro de Obras Públicas el Dr. Carlos Meyer Pellegrini, sobre el estado del ferrocarril con 600 obreros empleados, que deberían ser despedidos en su mayoría para seguir la obra a un ritmo todavía más lento. Ya en abril había enviado una nota con su renuncia, deseando volver a Italia para que sus dos hijos mayores cursaran allá el secundario y la universidad. Pero apenas seis meses después de estar instalados en Florencia, se declaró la guerra que provocó el imprevisto retorno de la familia a fines de 1914.

### Últimos años
A su vuelta en Argentina, formó parte del Consejo de Administración del Hospital Italiano de Buenos Aires y fue secretario del Gran Comité Italiano de Guerra. En 1918 por cuestiones de salud y por expresa invitación de su invalorable amigo Samuel Lafone Quevedo se trasladó con su familia a Andalgalá, Catamarca que contaba con un clima mucho más benigno que el que había padecido en la Patagonia. Su espíritu inquieto pudo más que su enfermedad, estudió y proyectó las obras de defensa del río de montaña que provocaba inundaciones en la pequeña villa de Andalgalá, para fallecer finalmente el 10 de julio de 1922. Cuarenta años más tarde sus restos fueron llevados en una urna al Cementerio de la Recoleta en Buenos Aires.
Volvieron a trasladarse a la localidad que lleva su nombre, en la Patagonia.

## Homenajes
Producido su retiro, las obras del ferrocarril quedaron paralizadas por quince años. En ese lapso alrededor de las viviendas construidas, creció una población. El 26 de enero de 1925, a pedido de sus habitantes, se le dio el nombre de Ingeniero Jacobacci al pueblo y estación del km. 448 del ferrocarril.
En septiembre del 2004, cuando se cumplían casi 140 años de su nacimiento, por iniciativa de sus bisnietos Claudia y Jorge Sueiro Jacobacci y de acuerdo al deseo de otros miembros de la familia, su nieto Juan Jacobacci retiró los restos del Cementerio de la Recoleta, y estos fueron trasladados, custodiados por Claudia, en el ferrocarril que el mismo construyó, hasta la ciudad que lleva su nombre y una vez allí recibieron el merecido homenaje de un pueblo orgulloso de su historia.
En noviembre del 2010 el presidente de la Consulta de la Regione Emilia Romagna, Ivo Cremonini, llegó a Buenos Aires y por contacto establecido por Valeria Cordovani Bonilauri, coordinadora de las asociaciones toscanas en Sud América, entregó a sus familiares directos, un pergamino en homenaje al Ingeniero Jacobacci.